# Mall (skeppsbyggnad)

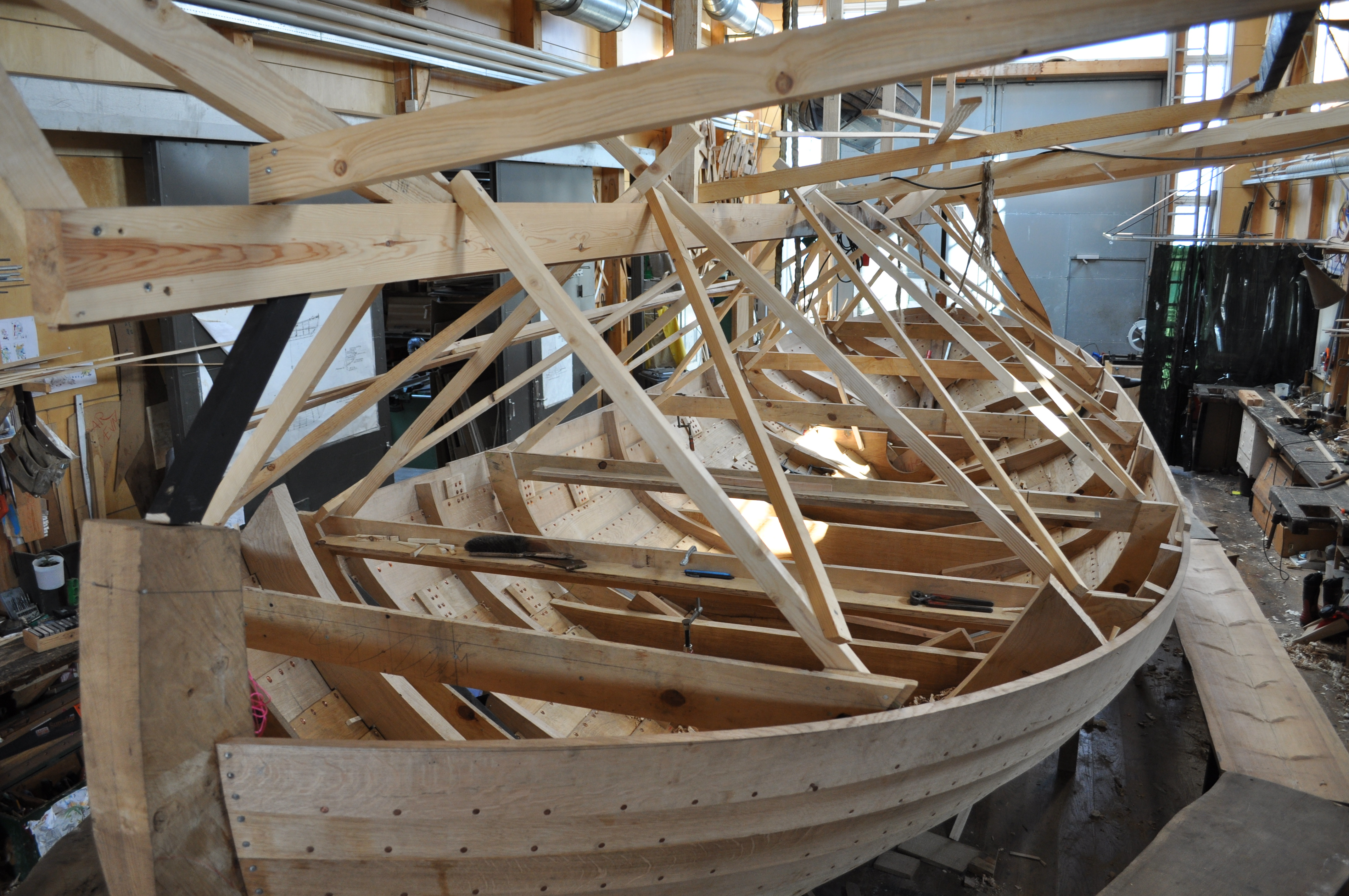
Mallar invändigt av en klinkbyggd båt

Mallar är en viktig detalj i skepps- och båtbyggeri, direkt översatta från ritningar eller från kurvor i båtens skrov. Att "malla av" är ett sätt att översätta från objekt till arbetsstycke, oftast avseende konturerna i skrovet i en båt, till exempel mot bordläggningen, tillverkning av spant, bottenstockar och så vidare. Ofta används ett mallställ när båten byggs med en mall för varje tvärsektion från ritningen. "Nollspantet" är den första mallen som är beläget midskepps, mellan för och akter.